# Trovanje hromom
Trovanje hromom ili njegovim jedinjenjima označava se svako toksično stanje u organizmu ili ćelijama tkiva koje je nastalo kao rezultat izlaganja specifičnim oblicima hroma - posebno heksavalentnog hroma i njegovim jedinjenjima koja su toksični kada se udišu ili progutaju. Za razliku od heksavalentnog hroma, trovalentni hrom je mineral koji se u tragovima nalazi u hrani i unosi se ljudskom ishranom. Njegovo prisutan je u hrani,  je bitno za normalni metabolizam i ćelijska funkcije, koje sa druge strane uglavnom sprečavaju njegovo prekomerno nagomilavanje i pojavu trovanja.

## Istorija
Hrom je otkrio 1797. godine Francuski hemičar Louis-Nicolas Vaquelin. Nazvan je po grčkoj reči χρῶμα, chrṓma – boja) jer su mu gotovo sva jedinjenja živopisnih boja. Kako spada u novije metale njegova istorija je jako kratka.
Prva otkrića da hrom može izazvati oštećenja u organizmu ljudi ustanovio je Duncan, 1826. godine, koja su 1833. i 1854. godine opisana kao — defekti na ždrelu i tonzilama (ulceracije i perforacije septuma). Zatim je Ameth je u Austriji 1847. godine objavio prvu raspravu o industrijskim oštećenjima hromom.
Među prvima, sumnju da hrom može biti uzrok kancera postavio je Newman 1890. godine u Velikoj Britaniji.
Prva toksikološka ispitivanja hroma i njegovih jedinjenja obavio je Gmelin 1824.godine u Nemačkoj. On je kalijum hromat, ubrizgavao psima u obliku supkutanih injekcija. Tokom ovih istraživanja Gmelin je uočio promene na crevima. Tačnost ovog otkrića kasnije su potvrdili Geillard (1853) i Rousseau (1878). 

## Hrom i oblici hroma
Hrom (Cr, latinski: chromium) je četvrti najčešći element u Zemljinoj kori. Pripada VI grupi elemenata periodičnog sistema, a zajedno s molibdenom i tungstenom u podgrupu B.  
Hrom,  sa simbolom Cr ima atomsku težinu od 51.996, a atomski broj je 24. Težak je metal gustine 7.2 i visoke tačke topljenja oko 1.860°C. On je jedan od prelaznih metala koji se javlja u devet različitih oksidacionih stanja, od −2 do +6.
U periodnom sistemu elemenata nalazi se u VIB grupi, zvanoj grupa hroma. 
U prirodi hrom je prisutan glavnom u rudi hromitu (FeOCr2Текст индексаO3) ređe olovnom hromatu PbCrO4. Njegova koncentracija u Zemljinoj kori je veća od 0,02%, a prisutan je i u svim zemljištima, vodi, vazduhu i biosferi. U grupu esencijalnih oligoelementa svrstan je 1959. godine. 
Kako jedinjenja hroma imaju jako živopisne i različite boje, često se koriste kao pigmenti u veštačkim bojama i lakovima. 
| Oblik hroma                                                 | Slika | Karakteristike i namena |
| ----------------------------------------------------------- | ----- | --- |
| Hrom(III) oksid (Cr2O3)                                     |       | Ovaj oblik hroma je zelena boja koja se koristi kao emajl u obliku boja i za bojenje stakla (zelene boce). Naziva se još i kelnska zelena. Ovaj oblik boje treba razlikovati od otrovne hrom-zelene. |
| Hrom-žuta (olovo(II)-hromat)                                |       | Ova boja služila je ranije kao sjajni žuti pigment (poštanska žuta). Zbog velike otrovnosti, danas je ona gotovo u potpunosti zamijenjena organskim pigmentima. U analitici se koristi za jodometrijsko određivanje olova. Dok je hrom-žuta jedna od najvažnijih boja koje se upotrebljavaju za analizu falsifikata starih slika. Hrom-žuta ima izrazito veliku pokrivnu moć. Njena stabilnost zavisi od nijanse i tona. U tehnici uljanih slika u slikarstvu danas se gotovo ne upotrebljava. Međutim, poznato je da je Vincent van Gogh koristio hrom-žutu u svojim delima, između ostalih, i za poznatu sliku Suncokreti, naslikanu u tehnici ulje na platnu. Ova slika danas ne izgleda identično kako je prvobitno naslikana jer je došlo do gubljenja originalnih nijansi žute. |
| Hrom-dioksid (hrom(IV) oksid, CrO2)                         |       | Crni je feromagnetni prah, koji se koristi za izradu magnetnih traka sa boljim odnosom signal–šum od konvencionalnih magnetnih traka na bazi gvožđe(II,III)-oksida, jer hrom dioksid poseduje višu koercitivnost. |
| Hromna kiselina sa hipotetskom hemijskom strukturom H2CrO4  |       | Postoji isključivo u razređenom vodenom rastvoru. Ona je izuzetno otrovna. Kao anion, postoji u nekim hromatima i dihromatima. |
| Anhidrid hromne kiseline, (CrO3)                            |       | Vrlo je otrovni hrom(VI)-oksid koje nosi naziv i hrom-trioksid. |
| Narandžasto obojeni i vrlo otrovni kalij-dihromat (K2Cr2O7) |       | Snažno je oksidacijsko sredstvo. U rastvoru sumporne kiseline može se vrlo lako pretvoriti primarne alkohole u odgovarajuće aldehide, što se može iskoristiti za dokazivanje alkohola u dahu (alkotestovi). U laboratorijskoj oblasti on se koristi u obliku hrom-sumporne kiseline za čišćenje laboratorijskog stakla i aparata. U kontaktu s jonima hlora nastaje isparljivi hromil-hlorid (CrO2Cl2), koji je dosta kancerogen. Kalijum-dihromat se pored toga koristi kao sredstvo za titraciju, kao i za fiksiranje boja u industrijskoj proizvodnji. Kalijum -dihromat, kao i vrlo otrovni amonij-dihromat [(NH4)2Cr2O7], jesu supstance osjetljive na svjetlost u ranim oblicima fotografije u obliku slojeva hromovog želatina.                                                |
| Hromit (ruda gvožđa i hroma – FeCr2O4)                      |       | Koristi se za pravljenje kalupa za pečenje cigli (opeka). |
| Ostala jedinjenja hroma                                     |       | Hrom(III)-hlorid, hrom(III)-jodid, hrom(III)-fluorid, hrom(III)-sulfat, kalij hrom(III)-sulfat, hrom(III)-nitrat, hrom(III)-hidroksid, hrom(II)-hlorid, hrom(IV)-fluorid, hrom(V)-fluorid, kao i razni drugi hromati. |

## Toksičnost
Trovalentni hrom
Najstabilnije oksidaciono stanje hroma u biološkim sistemima je trovalentni hrom (Cr3+), koji formira relativno inertne komplekse sa proteinima i nukleinskim kiselinama. Pitanje od suštinske važnosti za trovalentni hrom, i njegova pretpostavljena funkcija u organizmu ostaje slabo shvaćena.  Smatra se da je toksičnost trovalentnog hroma nakon oralnog unosa niska jer se uneseni hrom slabo apsorbuje, a većina apsorbovanog hroma brzo se izlučuje mokraćom.
Budući da nijedan neželjeni efekat nije bio ubedljivo povezan sa viškom unosa trovalentnog hroma hranom ili dodataka u ishrani Odbor za hranu i ishranu (FNB) Instituta za medicinu nije postavio podnošljiv gornji nivo unosa (UL)) za hrom. Ipak, uprkos ograničenim dokazima o neželjenim efektima, FNB je potvrdio mogućnost negativnog uticaja visokog oralnog unosa dodatnog trivalentnog hroma na zdravlje i preporučio oprez pri wegovom unosu putem dijetetskih suplemenata.
Šestovalentni hrom
Drugi uobičajeni i stabilni oblik hroma u čovekovoj sredini je šestvalentni hrom (Cr6+ ). Šestovaentni hrom se dobija iz trovalentnog hroma zagrevanjem u alkalnom pH  rastvoru i koristi se kao izvor hroma za industrijske svrhe.
Šestovalentni hrom je visoko toksičan i klasifikovan je kao ljudski kancerogen kada se organizam unosi udisanjem. Može izazvati rak pluća a poznat je i kao uzročnik upale kože (dermatitisa). U kiselom okruženju želuca, heksavalentni hrom se može lako redukovati na trovalentni hrom smanjenjem supstanci koje se nalaze u hrani, što ograničava unos šestovalentnog hroma.

## Patofiziologija
Mehanizam i delovanja hroma u organizmu čoveka nije jasan, ali je dokazano da je:
- Trovalentni oblik hroma — neophodan u normalnom metabolizmu glukoze.
- Šestovalentna jedinjenja hroma —  sklono izazivaju iritacije kože i sluzokoža.

### Metabolizam hroma
Mehanizam apsorpcije i metabolizma hroma još uvek nije sasvim izučen. Apsorpcija hroma iz intestinalnog trakta je niska, i u rasponu je od < 0,4 do 2,5% unete količine. Dok je ukupni unos hroma obrnuto proporcionalan količini hroma u hrani.
Jednom apsorbovan iz gastrointestinalnog trakta hrom dospeva u krv, vezan za transferin. Deo hroma se takođe vezuje i za albumin i na kraju se distribuira u različita tkiva organizma.  Procenjuje se da odraslo ljudsko telo sadrži ukupno 4-6 mg hroma, uglavnog deponovanog u bubrezima, slezeni i testisima. Nivo tkivnog hroma se smanjuje s godinama. Izlučivanje hroma se odvija uglavnom kroz urin i malo preko fecesa.

## Dugotrajni unos hroma — studije
Kako kod lekara najveću zabrinutost kada je u pitanju hrom izaziva dugoročno unošenje trovalentnog hroma kao dodatka u hrani, sprovedeno je nekoliko studija u kulturi ćelija, koje ukazuju na to da trovalentni hrom, posebno u obliku hrom(III) pikolinata, može izazvati oštećenje DNK.
Trenutno nema dokaza da trovalentni hrom povećava oštećenja DNK u živim organizmima, a studija u kojoj je  10 žena uzimalo 400 μg/dan hrom kao hrom pikolinata nije pronašla dokaze o povećanom oksidativnom oštećenju DNK merene antitelima na oksidiranim bazama DNA.
Mnoge studije su pokazale sigurnost dnevnih doza do 1.000 μg hroma, ako se konzumiraju nekoliko meseci.) Mada pojedinci sa već postojećim bolestima bubrega ili jetre mogu biti pod povećanim rizikom od neželjenih efekata hroma i trebalo bi da ograniče dopunski unos hroma u obliku suplemenata ili hrane bogate hromom.
Međutim, bilo je nekoliko izolovanih izveštaja o ozbiljnim neželjenim reakcijama na hrom pikolinat. Poremećaj bubrega je prijavljen pet meseci nakon šest nedelja unosa kroma u dozi od 600 µg/dan u obliku hrom pikolinata, dok je otkazivanje bubrega i oštećenje funkcije jetre prijavljeno nakon upotrebe hroma u dozi 1,200 — 2,400 μg/dan. u obliku hrom pikolinata u periodu od četiri do pet meseci. Osim toga, 24-godišnji zdravi muškarac je navodno razvio reverzibilnu, akutnu bubrežnu insuficijenciju nakon što je dve nedelja uzimao dodatke koji sadrže krom pikolinat.

## Interakcija hroma sa lekovima
Iako se malo zna o interakcijama lekova sa hromom kod ljudi, otkriveno je da velike doze antacida koji sadrže kalcijum karbonat ili magnezijum hidroksid smanjuju apsorpciju hroma u organizmu pacova. Nasuprot tome, nesteroidni antiinflamatorni lekovi, aspirin i indometacin, mogu povećati apsorpciju hroma u organizmu pacova.

## Klinička slika
Klinička slika trovanja zavisi od količine unetog hroma, puteva unošenja i individualnih osobina otrovanog (pol, godine starosti, fiziološka stanja, postojanje interkurentnih bolesti, prethodna bolesna stanja, genetske varijacije i dr.). 
Od brojnih somatskih poremećaja najveći značaj imaju oštećenja bubrega, trbušnih parenhimatoznih organa, nadbubrega, poremećaji hematopoeze, respiratornog i neurološkog sistema i imunološkog aparata. 
Najteža i to specifična stanja nastaju kao posledica mutagenih, teratogenih i kancerogenih dejstava. U dokazane kancerogene, koji izazivaju malignitete kod ljudi, pored: arsena, berilijum, kadmijum, mangan i nikla spada i hrom. 
Akutni iritativni efekti hroma ispoljavaju se na očima i u gornjim delovima disajnih puteva. Pri dugotrajnom delovanju iritaciju prati rinoreja, ulceracije sluzokože i nekroza donjeg prednjeg dela nosne pregrade, koja se završava perforacijom. 
Kao sistemski efekti hroma u kliničkoj slici dominiraju ulcerativne promene na želucu, duodenumu, kolonu i rektumu (hromna enteropatija), zatim promene u jetri i bubrezima. Dugotrajna inhalacija šestovalentnih jedinjenja hroma povećava rizik od karcinoma disajnih organa (paranzalnih šupljina, larinksa, pluća).
Alergijske manifestacije
Uz iritativne efekte ili nezavisno od njih hrom u organizmu zatrovane osobe razvijaja i alergijske manifestacije u vidu kontaktnog dermatitisa i profesionalne astme.

## Terapija
Lečenje opekotina
Hemijske opekline ekstremiteta uzrokovane hromatima, mogu se lečiti potapanjem ruke u rastvor natrijim bisulfita. Iako ulceracije na koži dobro i spontano zarastaju, po prekidu ekspozicije,  kožu treba dobro isprati i osušiti, a zatim namazati mađću sa 10% natrijum kalcijumovog EDTA ili nekom drugom zaštitnom mašću i pokriati odgovarajućom oblogom. 
Lečenje alergije
Kod alergijskih oštećenja kože dobro deluju kortikosteriroidne masti. Paralelno sa lečenjem eksponirani radnici, moraju da se paze i od drugih istovremenih iritativnih uticaja bilo hemijskih (alkalne prašine, fluoridi, paprika, kokain i sl.) ili traumatskih (npr. čačkanje nosa i sl.).

## Prevencija
Preventivne mere treba sprovoditi u svim pogonima, u kojima se primenjuje ili proizvode hromna kiselina ili hromati. Kod hromiranja i elektrolize hromom potrebna je obezbediti intenzivnu ventilaciju ekshaustorima i odgovarajuću zaštitnu opremu (kecelja, čizme, rukavive), a vađenje hromiranih predmeta treba vršiti pomoću kuka. Upotreba rukavica opravdana je jedino u slučaju, ako su one ispravne i dobro priležu uz podlaktice.U protivnom ako se u rukavicu uvuče jedinjenje hroma, opsanost od trovanja je veća.

## Spoljašnje veze
- Hrom i njegova jedinjena. Na: www.vasdoktor.com

|  | Molimo Vas, obratite pažnju na važno upozorenje u vezi sa temama iz oblasti medicine (zdravlja). |